# 加拿大柯爾特

加拿大柯爾特商標

加拿大柯爾特（Colt Canada）是位於加拿大安大略吉青拿（Kitchener）的槍械生產商，前身為迪瑪科（Diemaco），由柯爾特（Colt）於2005年5月20日收購後改名為加拿大柯爾特，並繼續生產原迪瑪科的槍械產品。
加拿大柯爾特是加拿大軍隊及執法部門的主要武器供應商，亦有出口至其他國家。

## 槍械產品
- C7突擊步槍系列
- C8卡賓槍系列
- SFW
- LSW（班用機槍）
- C9輕機槍
- EAGLE 40毫米榴彈發射器
- CG 7.62毫米機槍
- Para-Ordnance手槍
- PGWDTI狙擊步槍
- 多種槍械配件